# Tarucus balkanica
Tarucus balkanica är en fjärilsart som beskrevs av Freyer 1844. Tarucus balkanica ingår i släktet Tarucus och familjen juvelvingar. Inga underarter finns listade i Catalogue of Life.

## Bildgalleri

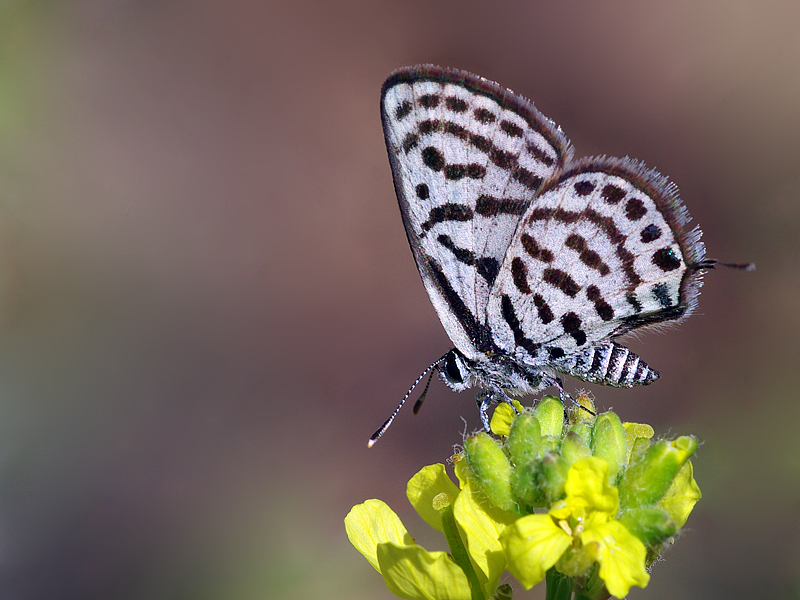